# Ramon Lazkano
Ramón Lazkano Ortega (San Sebastián, 26 de junio de 1968) es un compositor francés y español, afincado en París.

## Biografía
Ramón Lazkano nació en San Sebastián en 1968. Estudió piano y composición —con Francisco Escudero— en el Conservatorio Superior de San Sebastián, donde obtuvo su Diploma Superior de Composición. Ingresó después, con una beca de la Diputación Foral de Guipúzcoa, en el Conservatorio Nacional Superior de Música de París, donde profundizó sus estudios de composición y orquestación con Alain Bancquart y Gérard Grisey y obtuvo el Primer Premio de Composición en 1990. Becario de la Fundación Sasakawa, estudió igualmente composición y análisis en el Conservatorio de Montreal con Gilles Tremblay. A su vuelta a París, trabajó la dirección orquestal con Jean-Sébastien Béreau y Arturo Tamayo, y obtuvo el Diploma de Estudios de Doctorado en Música y Musicología del siglo XX en la «École des Hautes Études en Sciences Sociales» de París.
Su concierto para piano Hitzaurre Bi le valió, con 26 años, el prestigioso «Premio de Composición Musical Príncipe Pierre de Mónaco». Poco después, en 1997, un jurado presidido por Luciano Berio le otorgó el «Premio de Composición Leonard Bernstein - Jerusalén» por sus Auhen Kantuak. En 2007, la Academia de Bellas de Artes de Francia le otorgó el «Premio Georges Bizet»; ha sido igualmente premiado por el Instituto Nacional de las Artes Escénicas y de la Música y el Colegio de España, así como por la Fundación Gaudeamus. Su residencia con la Joven Orquesta Nacional de España le brindó la ocasión de componer varias obras interpretadas, entre otros, en el Auditorio Nacional de Madrid y en el Konzerthaus de Berlín. Fue invitado por la Universidad de Stanford en 1999 para presentar sa música, y acompaña ese mismo año a Luis de Pablo durante su residencia ligada al Conservatorio y al Festival "Música" de Estrasburgo. Sus dos estancias en Roma (becario primero de la Academia Española de Historia, Arqueología y Bellas Artes, luego de la Academia de Francia - Premio de Roma Villa Médicis) le han permitido profundizar en la reflexión sobre la composición y su propósito en nuestros días, que se cristaliza en un pensamiento sobre la intertextualidad, la saturación, el silencio y la experiencia del sonido y del tiempo, que ha hecho nacer piezas emblemáticas como Ilunkor (encargada por la Orquesta Sinfónica de Euskadi), Lur-Itzalak (encargada por el Printemps des Arts de Monte Carlo) y Ortzi Isilak (encargo de la Orquesta Nacional de España).
Presente en numerosos países (Francia, Alemania, Holanda, Israel, Ucrania, Italia, España, Dinamarca, Reino Unido, Rusia, Estados Unidos, Austria...) y programada en el marco de importantes festivales —como Música de Estrasburgo, Ars Música de Bruselas, Présences en Radio-France, Gaudeamus Muziekweek en Ámsterdam, Sociedad Internacional de Música Contemporánea en Copenhague, Philharmonic Green Umbrella New Music Series en Los Ángeles, Festival de Música Contemporánea de Alicante...— su música ha sido interpretada por orquestas y conjuntos de renombre como la Orquesta Filarmónica de Radio France, la Orquesta Nacional de España, los solistas de la Orquesta Filarmónica de Los Ángeles, Ensemble de la Orquesta Nacional de Rusia, la Orquesta Sinfónica de Jerusalén, la Orquesta Sinfónica de la RTVE, la Orquesta del Teatre LLiure de Barcelona, los Ensembles Ictus y Accroche Note, el Conjunto Ibérico de Violoncellos, Ensemble Wiener Collage.... Ha recibido encargos de Radio-France, del Estado en Francia, ABRSM de Londres, Quincena Musical de San Sebastián, Orquestra de Cadaqués, Orquesta de la Comunidad de Madrid, Centro para la Difusión de la Música Contemporánea,...
Ha enseñado orquestación en el Conservatorio Nacional de Región de Estrasburgo y composición en la Escuela Superior de Música de Barcelona. Es actualmente profesor de orquestación en el Centro Superior de Música del País Vasco Musikene.

## Catálogo de obras
| Año     | Obra | Tipo de obra                   | Duración |
| ------- | --- | ------------------------------ | -------- |
| 1988    | Ekhiez, para piano (mano izquierda). | Música solista (piano)         | 03:00    |
| 1988    | Leherketa batetako hotsak, para barítono, recitador y conjunto. (Poema de Patxi Ezkiaga).                                                               | Música vocal (instrumentos)    | 17:00    |
| 1989    | Chant II, para viola y cinta magnética o viola principal y cuatro violas.                                                                               | Música instrumental            | 11:00    |
| 1989    | Argilunak, para saxofón barítono y dos violoncellos. | Música instrumental (trío)     | 12:00    |
| 1990    | Oskorriz, para orquesta. | Música orquestal               | 17:00    |
| 1990    | Chant III, para clarinete bajo, 3 trombones y 3 violoncellos.                                                                                           | Música instrumental            | 16:00    |
| 1991    | Itzalen Zikloa. Su-Itzalak (del Ciclo de Sombras), para ocho violoncellos.                                                                              | Música instrumental            | 12:00    |
| 1991    | Madrigal, para cinco voces. (Textos de Catulo, Cernuda y Gil de Biedma).                                                                                | Música vocal                   | 10:00    |
| 1991    | Hiru seaska kanta eta etsipen abesti bat, para voz y cuarteto de cuerdas.                                                                               | Música vocal (instrumentos)    | 12:00    |
| 1991    | Quinteto, para quinteto de viento (fl, cl/clb, ob/ca, cr, bn).                                                                                          | Música instrumental            | 22:00    |
| 1991    | Bihurketak, para violín, violonchelo y piano. | Música instrumental (trío)     | 09:00    |
| 1992    | Eskaintza, para conjunto (vn, fl, ob, cl, cr, trp, trb, perc).                                                                                          | Música instrumental            | 09:00    |
| 1993    | 2. Bakarrizketa, para guitarra. | Música solista (guitarra)      | 11:00    |
| 1993    | Izotz, para cuarteto de cuerdas. | Música de cámara               | 16:00    |
| 1993    | Hitzaurre Bi, para piano y orquesta. | Música orquestal (concertante) | 17:00    |
| 1993    | Les Djinns, para coro de niños y orquesta de viento. (Poema de Victor Hugo).                                                                            | Música coral (orquesta)        | 35:00    |
| 1993-95 | Auhen Kantuak (rev. 1997) para coro y orquesta. (Textos de las Lamentaciones de Jeremías traducidos al euskera por Itxaro Borda).                       | Música coral (orquesta)        | 55:00    |
| 1994    | Hitzaro, para flauta en sol y guitarra. | Música instrumental (dúo)      | 14:00    |
| 1994    | Transcripción de M. Mussorgsky - Cantos y Danzas de la Muerte, para voz y orquesta.                                                                     | Transcripciones                | -        |
| 1995    | Hizpide, para viola, flauta en sol y guitarra. | Música instrumental            | 14:00    |
| 1995    | Sorginkeriak, para conjunto (fl, cl, vn, vc, p, vibráfono).                                                                                             | Música instrumental            | 12:00    |
| 1996    | Transcripción de F. G. Lorca - Canciones Antiguas Españolas, para voz y conjunto.                                                                       | Transcripciones                |          |
| 1996    | 3. Bakarrizketa, para flauta. | Música solista (flauta)        | 05:00    |
| 1996    | Sonatine, para guitarra en cuartos de tono. | Música solista (guitarra)      | 06:00    |
| 1996    | Otoitz, para clarinete 6'. | Música solista (clarinete)     | 06:00    |
| 1996    | Ilargi Uneak, para piano [1.-izar 2.-ekhi (m. i.) 3.-urtzi].                                                                                            | Música solista (piano)         | 08:00    |
| 1997    | Hodeiertz, para saxofón alto y percusión. | Música instrumental            | 11:00    |
| 1997/98 | Eriden, para orquesta de cámara. | Música orquestal               | 18:00    |
| 1998    | Seaska Kanta (Berceuse), para flauta y quinteto (u orquesta) de cuerdas.                                                                                | Música instrumental            | 02:00    |
| 1998    | Ur Loak, para flauta baja, clarinete contrabajo, doble quinteto de cuerdas y dos percusiones.                                                           | Música instrumental            | 16:00    |
| 1998    | Ilgora, para orquesta de cuerdas. | Música orquestal               | 10:00    |
| 1998    | Seaska Kanta (Berceuse), para piano. | Música solista (piano)         | 02:00    |
| 1999    | Suziri, para piano. | Música solista (piano)         | 02:00    |
| 1999    | The Epilogue, para coro de hombres y conjunto. (Texto de La Tempestad de Shakespeare).                                                                  | Música vocal                   | 15:00    |
| 1999    | Canciones de Ausencia, para voz, guitarra y violonchelo. (Poemas de Miguel Hernández).                                                                  | Música vocal (instrumentos)    | 09:00    |
| 1999    | Hizkirimiri, para clarinete bajo, guitarra, marimba y contrabajo.                                                                                       | Música instrumental            | 12:00    |
| 1999    | Zur-Haitz, para orquesta. | Música orquestal               | 12:00    |
| 2000    | Sorgindantza, para órgano. | Música solista (órgano)        | 03:00    |
| 2000    | Zortziko, para piano. | Música solista (piano)         | 02:00    |
| 2000    | 4. Bakarrizketa, para piano. | Música solista (piano)         | 12:00    |
| 2000    | Aztarnak, para acordeón. | Música solista (acordeón)      | 07:00    |
| 2000    | Aurresku, para cuarteto de saxofones, piano y 2 percusiones.                                                                                            | Música instrumental            | 02:30    |
| 2000-01 | Ilunkor, para orquesta. | Música orquestal               | 27:00    |
| 2000-02 | Cinco poemas de Luis Cernuda, para voz y octeto de cellos [1. El Prisionero. 2. El Viento y el Alma. 3. Instrumento Músico. 4. El Sino. 5. El Intruso]. | Música vocal (instrumentos)    | 14:00    |
| 2001    | Igeltsoen Laborategia. Hatsik-1 (del ciclo Laboratorio de Tizas), para requinto, trombón, violonchelo y piano.                                          | Música instrumental            | 05:00    |
| 2002    | Igeltsoen Laborategia. Hatsik-2 (del ciclo Laboratorio de Tizas), para saxofón alto, contrabajo, acordeón y percusión.                                  | Música instrumental            | 03:30    |
| 2002    | Nahasmahasi, para flauta, saxofón alto, guitarra, piano y percusión. (1 ejecutante)                                                                     | Música instrumental            | 12:00    |
| 2002    | Gentle Sway, para piano. | Música solista (piano)         | 02:00    |
| 2002    | Itzalen Zikloa. Haize-Itzalak (del Ciclo de Sombras), para sexteto de cuerdas.                                                                          | Música instrumental            | 12:00    |
| 2002    | Ezkil, para guitarra (scordatura en cuartos de tono).                                                                                                   | Música solista (guitarra)      | 06:00    |
| 2002-03 | Hilarriak, para orquesta. | Música orquestal               | 20:00    |
| 2003    | Otoitz baten gisan, para barítono y órgano. | Música vocal (órgano)          | 23:00    |
| 2003    | Itaun, para acordeón y orquesta. | Música orquestal (concertante) | 17:00    |
| 2003    | Itzalen Zikloa. Lur-Itzalak (del Ciclo de Sombras), para violín y violonchelo.                                                                          | Música instrumental (dúo)      | 09:00    |
| 2003    | Igeltsoen Laborategia. Laiotz (del ciclo Laboratorio de Tizas), cinco piezas para dos pianos y dos percusiones.                                         | Música instrumental            | 10:00    |
| 2004    | Infantia Mea, para ocho voces mixtas. (Texto de San Agustín).                                                                                           | Música vocal                   | 06:00    |
| 2004    | Igeltsoen Laborategia. Hatsik-3 (del ciclo Laboratorio de Tizas), para violín, clarinete, saxofón alto y piano.                                         | Música instrumental            | 06:30    |
| 2005    | Malkoak euri balira, para 12 voces y guitarra. (Poema de Xabier Lete).                                                                                  | Música vocal (guitarra)        | 19:00    |
| 2005    | Ortzi Isilak, para clarinete y orquesta. | Música orquestal (concertante) | 15:00    |
| 2005    | Presencia (in memoriam Joaquin Homs), para piano. | Música solista (piano)         | 03:00    |
| 2005    | Zintzilik, para piano a 4 manos. | Música solista (piano 4 manos) | 02:00    |
| 2005    | Igeltsoen Laborategia. Wintersonnenwende (del ciclo Laboratorio de Tizas), para trío de cuerdas y celesta.                                              | Música instrumental            | 02:30    |
| 2005-06 | Ttakun, para orquesta. | Música orquestal               | 09:00    |
| 2006    | Hauskor, para octeto de violoncellos y orquesta. | Música orquestal (concertante) | 18:30    |
| 2006    | Transcripción de J. C. Arriaga: Obertura "Los esclavos felices", para la plantilla de la Gran Partita de Mozart.                                        | Transcripciones                |          |
| 2006    | Igeltsoen Laborategia. Egan-1 (del ciclo Laboratorio de Tizas), para grupo instrumental (fl, cl, cr, trp, perc, vn, va, vc).                            | Música instrumental            | 03:00    |
| 2006-07 | Igeltsoen Laborategia. Egan-2 (del ciclo Laboratorio de Tizas), para grupo instrumental.                                                                | Música instrumental            | 08:00    |
| 2007    | Igeltsoen Laborategia. Wintersonnenwende-2 (del ciclo Laboratorio de Tizas), para violonchelo y piano: I- II-.                                          | Música instrumental (dúo)      | 06:30    |
| 2007    | Igeltsoen Laborategia. Egan-3 (del ciclo Laboratorio de Tizas), para grupo instrumental.                                                                | Música instrumental            |          |

## Escritos
- Préliminaires pour une étude de la polyrythmie en "Musiker", vol. 11, 1999.
- El sonido como elemento natural de la deducción compositiva en "Ontology Studies - Cuadernos de Ontología", vol. 1-2, 2001.
- "Two Feelings" with Helmut Lachenmann en "Contemporary Music Review", vol. 23, septiembre de 2004.
- La guitare dans notre imaginaire en "Guitares croisées - utopie ou réalité?", actas del coloquio, CNR de Estrasburgo, 2004.